# Поденцано
Поденца̀но (на италиански: Podenzano, на местен диалект Pudinsàn, Пудинсан) е градче и община в северна Италия, провинция Пиаченца, регион Емилия-Романя. Разположено е на 118 m надморска височина. Населението на общината е 9081 души (към 2010 г.).